# Аржанс (коммуна)
Аржа́нс (фр. Argences) — коммуна во Франции, находится в регионе Нормандия, департамент Кальвадос, округ Кан, кантон Троарн. Расположена в 14 км к юго-востоку от Кана, в 10 км от автомагистрали А13 "Нормандия". Через территорию коммуны протекает река Мюанс.
Население (2018) — 3 756 человек. 

## Достопримечательности
- Шато Френ XVII века
- Шато Сен-Жиль
- Средневековая водяная мельница

## Экономика
Структура занятости населения:
- сельское хозяйство — 1,0 %
- промышленность — 10,2 %
- строительство — 7,5 %
- торговля, транспорт и сфера услуг — 49,1 %
- государственные и муниципальные службы — 32,1 %.

Уровень безработицы (2017) — 12,9 % (Франция в целом —  13,4 %, департамент Кальвадос — 12,5 %). 

Среднегодовой доход на 1 человека, евро (2018) — 20 750 (Франция в целом — 21 730, департамент Кальвадос — 21 490).

## Демография
Динамика численности населения, чел.

## Администрация
Пост мэра Аржанса с 2008 года занимает Доминик Деливе (Dominique Delivet). На муниципальных выборах 2020 года возглавляемый им левый список был единственным.
| Период | Период | Фамилия           | Партия              | Примечания                     |
| ------ | ------ | ----------------- | ------------------- | ------------------------------ |
| 1971   | 1979   | Альфред Руайяр    |                     |                                |
| 1979   | 1989   | Жильбер Дерю      |                     |                                |
| 1989   | 1995   | Жан-Франсуа Амель |                     |                                |
| 1995   | 2001   | Жильбер Дерю      |                     |                                |
| 2001   | 2008   | Бернар Дюфур      |                     | работник компании EDF          |
| 2008   |        | Доминик Деливе    | Вперёд, Республика! | заместитель директора колледжа |

## Города-побратимы
- Хеттштадт, Германия

## Галерея

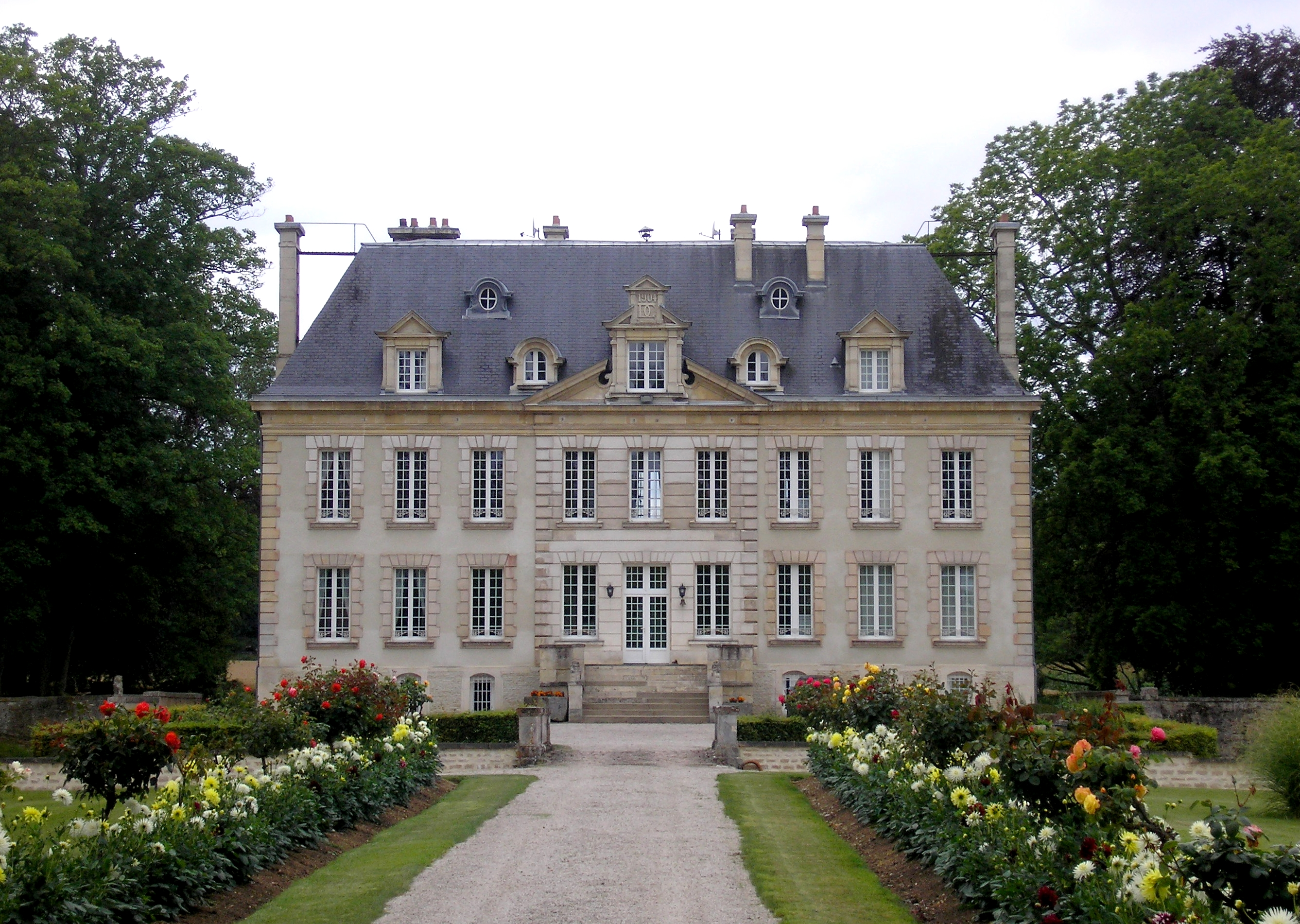
Шато Сен-Жиль
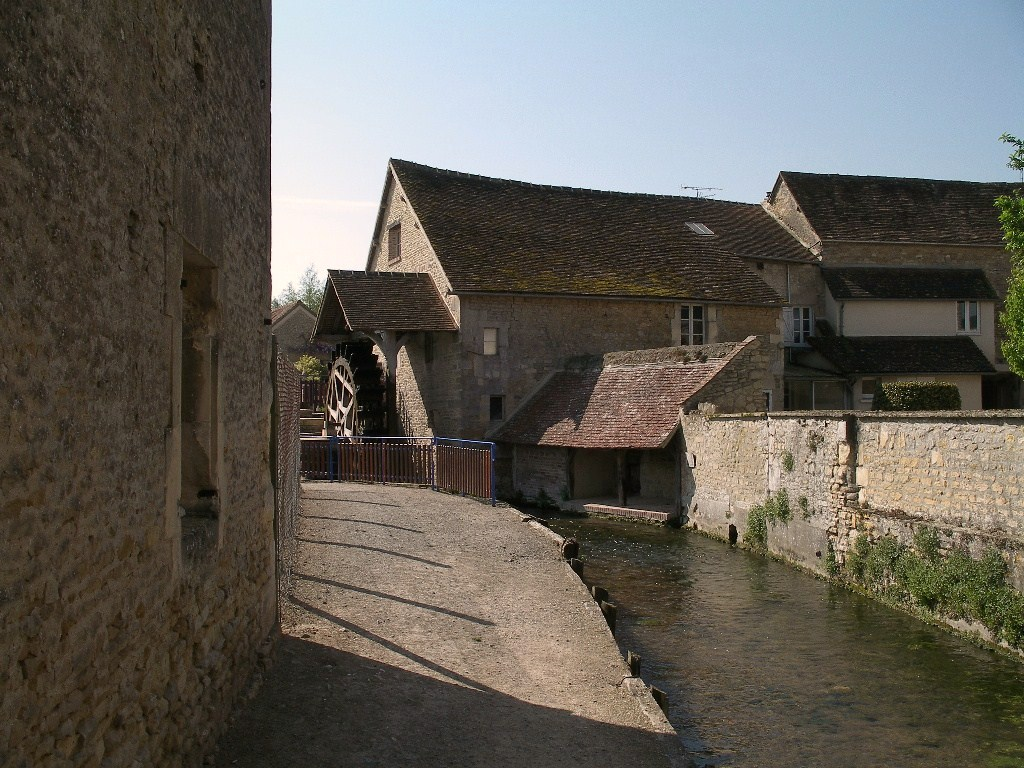
Водяная мельница

1. 1 2  база данных о французских коммунах — Национальный географический институт Франции, 2015.